# Lijst van voetbalinterlands Bermuda - Canada
Deze lijst van voetbalinterlands is een overzicht van alle officiële voetbalwedstrijden tussen de nationale teams van Bermuda en Canada. De landen speelden tot op heden negen keer tegen elkaar. De eerste ontmoeting, een kwalificatiewedstrijd voor het Wereldkampioenschap voetbal 1970, werd gespeeld in Toronto op 6 oktober 1968. Het laatste duel, een kwalificatiewedstrijd voor het Wereldkampioenschap voetbal 2022, vond plaats op 25 maart 2021 in Orlando (Verenigde Staten).

## Wedstrijden
| № | Plaats   | Datum            | Competitie           | Wedstrijd        | Uitslag |
| - | -------- | ---------------- | -------------------- | ---------------- | ------- |
| 1 | Toronto  | 6 oktober 1968   | WK 1970 kwalificatie | Canada – Bermuda | 4 – 0   |
| 2 | Hamilton | 20 oktober 1968  | WK 1970 kwalificatie | Bermuda – Canada | 0 – 0   |
| 3 | Hamilton | 12 april 1974    | Vriendschappelijk    | Bermuda – Canada | 0 – 0   |
| 4 | Burnaby  | 15 november 1992 | WK 1994 kwalificatie | Canada – Bermuda | 4 – 2   |
| 5 | Hamilton | 6 december 1992  | WK 1994 kwalificatie | Bermuda – Canada | 0 – 0   |
| 6 | Hamilton | 11 januari 2000  | Vriendschappelijk    | Bermuda – Canada | 0 – 2   |
| 7 | Hamilton | 25 maart 2007    | Vriendschappelijk    | Bermuda – Canada | 0 – 3   |
| 8 | Hamilton | 22 januari 2017  | Vriendschappelijk    | Bermuda – Canada | 2 – 4   |
| 9 | Orlando  | 25 maart 2021    | WK 2022 kwalificatie | Canada – Bermuda | 5 – 1   |

## Samenvatting
| Competitie        | Totaal gespeeld | Winst Bermuda | Gelijk | Winst Canada | Doelsaldo Bermuda – Canada |
| ----------------- | --------------- | ------------- | ------ | ------------ | -------------------------- |
| WK-kwalificatie   | 5               | 0             | 2      | 3            | 3 − 13                     |
| Vriendschappelijk | 4               | 0             | 1      | 3            | 2 − 9                      |
| Totaal            | 9               | 0             | 3      | 6            | 5 − 22                     |

Wedstrijden bepaald door strafschoppen worden, in lijn met de FIFA, als een gelijkspel gerekend.

## Details

### Eerste ontmoeting
| WK 1970 kwalificatie (Toronto, Canada, 6 oktober 1968):                |       |         |
| Canada                                                                 | 4 – 0 | Bermuda |
| Tibor Vígh 4' Sergio Zanatta 10' Nick Papadakis 25' Nick Papadakis 75' | goals |         |

### Tweede ontmoeting
| WK 1970 kwalificatie (Hamilton, Bermuda, 20 oktober 1968): |       |        |
| Bermuda                                                    | 0 – 0 | Canada |
|                                                            | goals |        |

### Derde ontmoeting
| Vriendschappelijk (Hamilton, Bermuda, 12 april 1974): |       |        |
| Bermuda                                               | 0 – 0 | Canada |
|                                                       | goals |        |

### Vierde ontmoeting
| WK 1994 kwalificatie (Burnaby, Canada, 15 november 1992):                                                                                               |              | |
| Canada | 4 – 2        | Bermuda |
| Alex Bunbury 7' Alex Bunbury 9' Alex Bunbury 36' Geoff Aunger 84'                                                                                       | goals        | 70' Shaun Goater 76' Sammy Swan |
| Bob Lenarduzzi | bondscoach   | |
| Paul Dolan Frank Yallop Mark Watson Colin Miller Mike Sweeney John Limniatis 53' Nick Dasovic Lyndon Hooper John Catliff 66' Alex Bunbury Dale Mitchell | opstellingen | Dwayne Adams Shawn Michael Smith 46' Neil Paynter Kentoine Jennings Dennis Craig Brown Shaun Goater Meschach Wade Voorhees Astwood David Scott Bascome 74' Kyle Lightbourne Sammy Swan |
| Geoff Aunger 53' Carl Valentine 66' Peter Sarantopoulos Carlo Corrazin Pat Onstad                                                                       | wissels      | 46' Albert Smith 74' Paul Cann Kevin Grant Elliott Jennings Carlile Crockwell |

### Vijfde ontmoeting
| WK 1994 kwalificatie (Hamilton, Bermuda, 6 december 1992): |              | |
| Bermuda | 0 – 0        | Canada |
| | goals        | |
| | bondscoach   | Bob Lenarduzzi |
| Dwayne Adams Shawn Michael Smith Neil Paynter Kentoine Jennings Albert Leroy Smith Paul Cann Meschach Wade Elliott Jennings David Scott Bascome Kyle Lightbourne Sammy Swan 58' | opstellingen | Paul Dolan Frank Yallop Randy Samuel Colin Miller Mike Sweeney Nick Dasovic Lyndon Hooper 70' David Norman 78' John Catliff Dale Mitchell Alex Bunbury |
| Shaun Goater 58' Kevin Grant Austin Philip Clarke Desmond Lloyd Christopher Carlile Crockwell                                                                                   | wissels      | 70' Paul Peschisolido 78' Carl Valentine Peter Sarantopoulos Geoff Aunger Pat Onstad                                                                   |

### Zesde ontmoeting
| Vriendschappelijk (Hamilton, Bermuda, 11 januari 2000): |       |                                 |
| Bermuda                                                 | 0 – 2 | Canada                          |
|                                                         | goals | 25' Martin Nash 30' Martin Nash |

### Zevende ontmoeting
| Vriendschappelijk (Hamilton, Bermuda, 25 maart 2007): |       |                                                             |
| Bermuda                                               | 0 – 3 | Canada                                                      |
|                                                       | goals | 25' Atiba Hutchinson 30' Tomasz Radzinski 44' Paul Stalteri |

### Achtste ontmoeting
| Vriendschappelijk (Hamilton, Bermuda, 22 januari 2017): |       |                                                                                    |
| Bermuda                                                 | 2 – 4 | Canada                                                                             |
| Jalen Harvey 11' Lejuan Simmons 55'                     | goals | 22' Jonathan Osorio 24' Tosaint Ricketts 76' Jay Chapman 89' Anthony Jackson-Hamel |

BFA · A-internationals · Bondscoaches · Statistieken · Bermudaans vrouwenelftal · Bermuda U21 · Bermuda U20 · Bermuda U19 · Bermuda U17
1960 – 1969 · 
1970 – 1979 · 
1980 – 1989 · 
1990 – 1999 · 
2000 – 2009 · 
2010 – 2019 ·
2020 − 2029
1964 · 
1965 · 
1966 · 
1967 · 
1968 · 
1969 · 
1970 · 
1971 · 
1972 · 
1973 · 
1974 · 
1975 · 
1976 · 
1977 · 
1978 · 
1979 · 
1980 · 
1981 · 
1982 · 
1983 · 
1984 · 
1985 · 
1986 · 
1987 · 
1988 · 
1989 · 
1990 · 
1991 · 
1992 · 
1993 · 
1994 · 
1995 · 
1996 · 
1997 · 
1998 · 
1999 · 
2000 · 
2001 · 
2002 · 
2003 · 
2004 · 
2005 · 
2006 · 
2007 · 
2008 · 
2009 · 
2010 · 
2011 · 
2012 · 
2013 · 
2014 ·
2015 ·
2016 ·
2017 ·
2018 ·
2019 ·
2020 ·
2021 ·
2022 ·
2023 ·
2024
Amerikaanse Maagdeneilanden ·
Antigua en Barbuda ·
Aruba ·
Bahama's ·
Barbados ·
Belize ·
Britse Maagdeneilanden ·
Brunei ·
Canada ·
Costa Rica ·
Cuba ·
Denemarken ·
Dominica ·
Dominicaanse Republiek ·
El Salvador ·
Finland ·
Grenada ·
Guatemala ·
Guinee ·
Guyana ·
Haïti ·
Honduras ·
IJsland ·
Jamaica ·
Kaaimaneilanden ·
Mexico ·
Montserrat ·
Nederlandse Antillen ·
Nicaragua ·
Noorwegen ·
Panama ·
Puerto Rico ·
Saint Kitts en Nevis ·
Saint Lucia ·
Saint Vincent en de Grenadines ·
Suriname ·
Trinidad en Tobago ·
Venezuela ·
Verenigde Staten
Canadese voetbalbond · A-internationals · Bondscoaches · Selecties · Statistieken · Canadees vrouwenelftal · Canada U21 · Canada U20 · Canada U19 · Canada U18 · Canada U17
1885 – 1949 ·
1950 – 1969 ·
1970 – 1979 ·
1980 – 1989 ·
1990 – 1999 ·
2000 – 2009 ·
2010 – 2019 ·
2020 − 2029
WK 1986
OS 1904 · 
OS 1976 · 
OS 1984
1885 · 
1886 · 
1887 · 
1888 · 
1889–1903 · 
1904 · 
1905–1923 · 
1924 · 
1925 · 
1926 · 
1927 · 
1928–1936 · 
1937 · 
1938–1956 · 
1957 · 
1958–1967 · 
1968 · 
1969–1971 · 
1972 · 
1973 · 
1974 · 
1975 · 
1976 · 
1977 · 
1978–1979 · 
1980 · 
1981 · 
1982 · 
1983 · 
1984 · 
1985 · 
1986 · 
1987 · 
1988 · 
1989 · 
1990 · 
1991 · 
1992 · 
1993 · 
1994 · 
1995 · 
1996 · 
1997 · 
1998 · 
1999 · 
2000 · 
2001 · 
2002 · 
2003 · 
2004 · 
2005 · 
2006 · 
2007 · 
2008 · 
2009 · 
2010 · 
2011 · 
2012 · 
2013 ·
2014 ·
2015 ·
2016 ·
2017 ·
2018 ·
2019 ·
2020 ·
2021 ·
2022
Amerikaanse Maagdeneilanden ·
Argentinië ·
Armenië ·
Aruba ·
Australië ·
Azerbeidzjan ·
Bahrein ·
Barbados ·
België ·
Belize ·
Bermuda ·
Brazilië ·
Bulgarije · 
Chili ·
China ·
Colombia ·
Congo-Brazzaville ·
Costa Rica ·
Cuba ·
Curaçao ·
Cyprus ·
DDR ·
Denemarken ·
Dominica ·
Duitsland ·
Ecuador ·
Egypte ·
El Salvador ·
Engeland ·
Estland ·
Faeröer · 
Finland ·
Frankrijk ·
Ghana ·
Griekenland ·
Guatemala ·
Haïti ·
Honduras ·
Hongarije ·
Hongkong ·
Ierland ·
IJsland ·
Indonesië ·
Iran ·
Italië ·
Jamaica ·
Japan ·
Joegoslavië ·
Kaaimaneilanden ·
Kameroen ·
Kroatië ·
Libië ·
Luxemburg ·
Maleisië ·
Malta ·
Marokko ·
Mauritanië ·
Mexico ·
Moldavië ·
Nederland ·
Nieuw-Zeeland ·
Nigeria ·
Noord-Ierland ·
Noord-Korea ·
Noord-Macedonië ·
Oekraïne ·
Oezbekistan ·
Oostenrijk ·
Panama ·
Paraguay ·
Peru ·
Polen ·
Portugal ·
Puerto Rico ·
Qatar ·
Saint Kitts en Nevis ·
Saint Lucia ·
Saint Vincent en de Grenadines ·
San Marino ·
Saoedi-Arabië ·
Schotland ·
Singapore ·
Slovenië ·
Sovjet-Unie ·
Spanje ·
Suriname ·
Trinidad en Tobago ·
Tsjechië ·
Tunesië ·
Turkije ·
Uruguay ·
Venezuela ·
Verenigde Staten ·
Wales ·
Wit-Rusland ·
Zuid-Afrika ·
Zuid-Korea ·
Zwitserland
België (2022)